# O Segredo dos Diamantes
O Segredo dos Diamantes é um filme de aventura brasileiro de 2014 dirigido por Helvécio Ratton e escrito por L. G. Bayão, distribuído pela Espaço Filmes. O filme conta a história de um jovem em busca de um tesouro perdido para poder pagar uma cirurgia que seu pai precisa fazer. É protagonizado por Matheus Abreu, Rachel Pimentel e Alberto Gouveia. Conta ainda com Rui Rezende, Dira Paes e Manoelita Lustosa no elenco. 
O Segredo dos Diamantes estreou no Festival de Gramado em 2014 e foi lançado no Brasil em 18 de dezembro de 2014. O filme foi muito bem recebido pelos críticos que o classificaram como divertido e com uma produção caprichada. Foi indicado pela Academia Brasileira de Cinema ao Grande Otelo de Melhor Filme Infantil em 2015.

## Sinopse
Ângelo (Matheus Abreu) chega à casa da avó (Manoelita Lustosa), no interior de Minas Gerais, após passar por um imprevisto com os pais. A grande notícia das redondezas é a descoberta de um pequeno baú cheio de moedas e um manuscrito com um enigma, supostamente deixado por um padre que, 200 anos antes, teria escondido um punhado de diamantes. Decidido a encontrá-los para pagar a cara cirurgia que seu pai precisa fazer, Ângelo conta com a ajuda de seus amigos, Julia (Rachel Pimentel) e Carlinhos (Alberto Gouveia).

## Elenco
- Matheus Abreu como Angelo Torres
- Rachel Pimentel como Júlia
- Alberto Gouveia como Carlinhos
- Rui Rezende como Silvério Peixoto
- Dira Paes como Patrícia Torres (Mãe de Angelo)
- Rodolfo Vaz como Tio Daniel
- Manoelita Lustosa como Dona Dalva (Avó de Angelo)
- Nivaldo Pedrosa como Felipe Torres (Pai de Angelo)
- Luciano Luppi como Padre Manolo
- Glicério Rosário como José Araújo/Zé Salame
- Marcelo Campos como Delegado
- Renato Parara como Aderbal
- Chico Neto como Cozinheiro
- Ivan Reis como Pai de Júlia
- Mariana Ruggiero como Repórter
- Rose Brant como Médica
- Nilmara Gomes como Enfermeira

## Crítica
O filme recebeu críticas mistas através do site CCINE 10.